# Korpskär, Houtskär
Korpskär är en ö i Finland. Den ligger i Skärgårdshavet och i kommunen Pargas i den ekonomiska regionen  Åboland i landskapet Egentliga Finland, i den sydvästra delen av landet. Ön ligger omkring 60 kilometer väster om Åbo och omkring 200 kilometer väster om Helsingfors.
Öns area är 25,9 hektar och dess största längd är 1,3 kilometer i sydväst-nordöstlig riktning.